# 마크 펠레그리노
마크 펠레그리노(Mark Pellegrino, 1965년 4월 9일 ~ )는 미국의 배우이다.

## 출연 작품
- 베이루트: 리미티드 아워 - 칼 라일리 역
- 로스트 - 제이콥 역

```
고스트 위스퍼러 시즌4 18화
```